# Parafia Niepokalanego Poczęcia Najświętszej Maryi Panny w Raczkanach
Parafia Niepokalanego Poczęcia Najświętszej Maryi Panny w Raczkanach – rzymskokatolicka parafia znajdująca się w diecezji pińskiej, w dekanacie lachowickim, na Białorusi.
W parafii nie rezyduje żaden kapłan. Obsługiwana jest przez sercanina z parafii Najświętszego Serca Pana Jezusa w Lachowiczach.

## Historia
W okresie międzywojennym w Raczkanach otworzono dom zakonny Zgromadzenia Sióstr Misjonarek Świętej Rodziny. Wieś należała wówczas do parafii św. Józefa w Lachowiczach.
Parafia w Raczkanach została erygowana w niepodległej Białorusi. Kościół urządzano w dawnym domu prywatnym.